# Directoire (entreprise)
Pour les articles homonymes, voir Directoire (homonymie).
 (avril 2018).
Si vous disposez d'ouvrages ou d'articles de référence ou si vous connaissez des sites web de qualité traitant du thème abordé ici, merci de compléter l'article en donnant les références utiles à sa vérifiabilité et en les liant à la section « Notes et références ».
Le directoire est l'organe chargé de la gestion de l'entreprise, dans les sociétés anonymes constituées sous forme de directoire et conseil de surveillance (SA, modèle allemand). Il est un équivalent du conseil d'administration mais placé sous le contrôle d'un conseil de surveillance.

## En France
Au 1er mars 2002, les sociétés anonymes à directoire représentaient 4 % des sociétés anonymes françaises.

### Composition
Il est composé de un à cinq membres au plus (exceptionnellement sept, notamment si la société est cotée), obligatoirement personnes physiques, actionnaires ou non de la société. Si le capital est inférieur à 150 000 €, les fonctions dévolues au directoire peuvent être exercées par une seule personne (art. L. 225-58 al. 2 du Code de commerce). Un membre du directoire ne peut pas faire partie du conseil de surveillance de la même société, ni du directoire d'une autre société. Cependant la loi NRE a été modifiée et les nouveautés introduites en la matière par la loi no 2002-1303 du 29 octobre 2002 modifiant certaines dispositions du code de commerce relatives aux mandats sociaux, autorisent la pluralité des mandats dans des sociétés non cotées ou des filiales cotées ou non cotées. Cela est applicable aux mandats de directeur général et de membre du directoire.

### Nomination des directeurs
Les directeurs sont nommés par le conseil de surveillance, pour une durée de deux à six ans renouvelable précisée dans les statuts. En principe, cette durée est de quatre ans. Leur rémunération est décidée par le conseil de surveillance uniquement, elle peut être différente pour chaque membre du directoire. Ils sont révocables « ad nutum » par l'assemblée générale des actionnaires, sur proposition du conseil de surveillance ou par décision directe de cette assemblée.

## En Allemagne
(avril 2018).
En droit des sociétés allemand, un directoire (appelé Vorstand), est le conseil d'administration d'une société anonyme (Aktiengesellschaft ou "AG"). Il est hiérarchiquement subordonné au conseil de surveillance (Aufsichtsrat), puisque le droit des sociétés allemand exige un Conseil d'administration à deux niveaux.
Le droit allemand confère les pouvoirs exécutifs au directoire en tant qu'organe de la société. Il doit agir collectivement et collégialement. Au contraire d'un comité exécutif (ou comité de direction), le directoire n'est pas un adjoint du directeur général. 
La plupart du temps, le directeur général reçoit une rémunération supérieure de 30 % à 50 % de la rémunération des autres membres du directoire. Leur rémunération est la plupart du temps composée de 65 % de salaire de base et de 35 % de bonus et de primes.

## Dans le droit anglo-saxon
Les pays de common law ignorent ce type d'organisation de l'entreprise.